# Trespoux-Rassiels
Trespoux-Rassiels är en kommun i departementet Lot i regionen Occitanien i södra Frankrike. Kommunen ligger i kantonen Cahors-Sud som tillhör arrondissementet Cahors. År 2022 hade Trespoux-Rassiels 828 invånare.

## Befolkningsutveckling
Antalet invånare i kommunen Trespoux-Rassiels
| Referens: INSEE |